# Ultima Cena (Juan Vicente Macip)
L'Ultima Cena (La última cena) è un dipinto del pittore spagnolo Juan Vicente Macip realizzato tra il 1555-1562 e conservato nel Museo del Prado a Madrid in Spagna. Il dipinto ha per oggetto la scena dell'ultima cena della traduzione cristiana, una delle più ripetute dell'iconografie cattoliche.

## Storia
Fu un'opera commissariata per la pala d'altare della Chiesa di San Esteban  di Valencia.  È una delle diverse versioni dell'ultima cena eseguita da questo autore, anche se quella del Museo del Prado è la più colorata e avanzata del rinascimento spagnolo.
Il calice raffigurato nel dipinto è stato identificato come il Santo calice della Cattedrale di Valencia attualmente conservato nel Museo della Cattedrale Diocesana di Valencia e considerato il come Santo Graal. Il calice fu concesso da Alfonso V d'Aragona alla Cattedrale di Valencia.

## Descrizione e stile
La composizione si basa sul l'opera omonima che Leonardo da Vinci eseguì nel refettorio della Chiesa di Santa Maria delle Grazie a Milano, anche se la modellazione e personaggi colorati ricordano Raffaello Sanzio.